# Daiki Yamashita
Daiki Yamashita (山下 大輝 Yamashita Daiki?) (7 de septiembre de 1989) es un seiyu japonés de la prefectura de Shizuoka. Está afiliado con Arts Vision. Es conocido por sus papeles de Izuku Midoriya en My Hero Academia, Sakamichi Onoda en Yowamushi Pedal, Narancia Ghirga en Jojo's Bizarre Adventure,  Yushirō en Kimetsu no Yaiba y Naoto Hachiōji en Ijiranaide, Nagatoro-san.  Ganó el premio de "Mejor Actor Nuevo" junto con Kaito Ishikawa en los 8.º Seiyu Awards en 2014.

## Filmografía
| Anime | Anime                                                       | Anime                     | Anime         |  |
| Año   | Título                                                      | Papel                     | Notas         |  |
| ----- | ----------------------------------------------------------- | ------------------------- | ------------- |  |
| 2013  | Arata Kangatari                                             | Suguru Nishijima          |               |  |
| 2013  | Kitakubu Katsudō Kiroku                                     | Rey Demonio               |               |  |
| 2013  | Gaist Crusher                                               | Rekka Shirogane           |               |  |
| 2013  | Galilei Donna                                               | Theo Escher               |               |  |
| 2013  | Log Horizon                                                 | Tōya, Iwan                |               |  |
| 2013  | Silver Spoon                                                | Yūichi Matsuyama          |               |  |
| 2013  | Strike the Blood                                            | Ryō Uchida                |               |  |
| 2013  | Tamako Market                                               | Inuyama                   |               |  |
| 2013  | Yowamushi Pedal                                             | Sakamichi Onoda           |               |  |
| 2014  | Ao Haru Ride                                                | Naitō                     |               |  |
| 2014  | Glasslip                                                    | Hiro Shirosaki            |               |  |
| 2014  | Log Horizon 2                                               | Tōya                      |               |  |
| 2014  | Oreca Battle                                                | Val, Taddon               |               |  |
| 2014  | Sailor Moon Crystal                                         | Gurio Umino               |               |  |
| 2014  | Psycho-Pass 2                                               | Moe Suzuki                |               |  |
| 2014  | Shōnen Hollywood -Holly Stage for 49-                       | Kira Saeki                |               |  |
| 2014  | Space Dandy                                                 | Mio                       |               |  |
| 2014  | Sword Art Online II                                         | Jun                       |               |  |
| 2014  | Mahōka Kōkō no Rettōsei                                     | Hagane Tomitsuka          |               |  |
| 2014  | Yowamushi Pedal Grand Road                                  | Sakamichi Onoda           |               |  |
| 2015  | Daiya no Ace 2                                              | Takuma Seto               | [ 3 ]         |  |
| 2015  | Charlotte                                                   | Oikawa                    |               |  |
| 2015  | Kamisama Hajimemashita                                      | Mamoru (joven, como niño) | [ 4 ]         |  |
| 2015  | Lance N' Masques                                            | Yōtarō Hanafusa           | [ 5 ]         |  |
| 2015  | Mikagura Gakuen Kumikyoku                                   | Usamaru                   | [ 6 ]         |  |
| 2015  | Rampo Kitan: Game of Laplace                                | Sōji Hashiba              |               |  |
| 2015  | Shōnen Hollywood -Holly Stage for 50-,                      | Kira Saeki                |               |  |
| 2015  | Hokuto no Ken: Ichigo Aji                                   | Bat                       | [ 7 ]         |  |
| 2015  | Arslan Senki                                                | Borner                    |               |  |
| 2015  | The Rolling Girls                                           | Hitoshi                   |               |  |
| 2015  | Triage X                                                    | Arashi Mikami (joven)     |               |  |
| 2015  | Uta no Prince-sama Maji Love Revolutions                    | Shion Amakusa             |               |  |
| 2015  | Hetalia: The World Twinkle                                  | Ladonia                   |               |  |
| 2015  | Mobile Suit Gundam: Tekketsu no Orphans                     | Danji Eirei               |               |  |
| 2016  | Active Raid                                                 | Dog                       |               |  |
| 2016  | Assassination Classroom 2                                   | Rikuto Ikeda              |               |  |
| 2016  | Dimension W                                                 | Lwai-Aura-Tibesti         |               |  |
| 2016  | Handa-kun                                                   | Yukio Kondo               |               |  |
| 2016  | Boku no Hero Academia                                       | Izuku Midoriya            | [ 8 ]         |  |
| 2016  | Prince of Stride: Alternative                               | Yuri Himemiya             |               |  |
| 2016  | Tonkatsu DJ Agetarō                                         | Agetarō Katsumata         |               |  |
| 2016  | Sōsei no Onmyōji                                            | Shinnosuke Kunizaki       |               |  |
| 2016  | Shokugeki no Sōma: Ni no Sara                               | Mitsuru Sotsuda           |               |  |
| 2016  | Trickster                                                   | Yoshio Kobayashi          |               |  |
| 2016  | Uta no Prince-sama Maji LOVE Legend Star                    | Shion Amakusa             |               |  |
| 2017  | Fukumenkei Noise                                            | Kanade Yuzuriha           |               |  |
| 2017  | Chain Chronicle: Haecceitas no Hikari                       | Aram                      |               |  |
| 2017  | Ensemble Stars!                                             | Ritsu Sakuma              |               |  |
| 2017  | Yowamushi Pedal: New Generation                             | Sakamichi Onoda           |               |  |
| 2017  | Boku no Hero Academia 2                                     | Izuku Midoriya            |               |  |
| 2017  | Re:CREATORS                                                 | Sōta Mizushino            |               |  |
| 2017  | Kujira no Kora wa Sajō ni Utau                              | Ryodari                   |               |  |
| 2018  | Beatless                                                    | Kengo Suguri              |               |  |
| 2018  | Boku no Hero Academia 3                                     | Izuku Midoriya            |               |  |
| 2018  | JoJo's Bizarre Adventure Golden Wind                        | Narancia Ghirga           |               |  |
| 2018  | Phantom in the Twilight                                     | Wayne King                |               |  |
| 2018  | Rokuhōdō Yotsuiro Biyori                                    | Tsubaki Nakao             |               |  |
| 2019  | Kimetsu no Yaiba                                            | Yushiro                   |               |  |
| 2019  | Attack on Titan                                             | Zeke Jaeger de niño.      |               |  |
| 2019  | Ore wo Suki nano wa Omae dake ka yo                         | Amatsuyu Kisaragi         | [ 9 ]         |  |
| 2019  | Boku no Hero Academia 4                                     | Izuku Midoriya            |               |  |
| 2019  | The Ones Within                                             | Akatsuki Iride            |               |  |
| 2019  | Pokémon Journeys                                            | Go                        |               |  |
| 2019  | No Guns Life                                                | Tetsurō Arahabaki         |               |  |
| 2017  | Boku no Hero Academia: Training of the Dead                 | Izuku Midoriya            | [ 10 ]        |  |
| 2020  | Ore wo Suki nano wa Omae Dake ka yo ~Ore-tachi no Game Set~ | Amatsuyu Kisaragi         | [ 11 ] [ 12 ] |  |
| 2021  | Ijiranaide, Nagatoro-san                                    | Naoto Hachiōji            |               |  |
| 2021  | Bakuten!!                                                   | Shunsuke Azuma            |               |  |
| 2021  | Ōsama Ranking                                               | Hokuro                    |               |  |
| 2021  | Platinum End                                                | Shuji Nakaumi             |               |  |
| 2021  | Seven Knights: Revengers                                    | Nemo                      |               |  |
| 2021  | Boku no Hero Academia 5                                     | Izuku Midoriya            |               |  |
| 2022  | Boku no Hero Academia 6                                     | Izuku Midoriya            |               |  |
| 2024  | Boku no Hero Academia 7                                     | Izuku Midoriya            |               |  |

! colspan="4" |Películas / Videojuegos
|- 
!Año 
!Título 
!Papel 
!Notas 
|- 
| rowspan="2" |2013 
|Akiba's Trip 2
|Kaito Tachibana 
| 
|- 
|Gaist Crusher
|Rekka Shirogane 
| 
|- 
| rowspan="9" |2014 
|Tamako Love Story 
|Inuyama 
| 
|- 
|Yowamushi Pedal Re:Ride 
|Sakamichi Onoda 
| 
|
|- 
|Gaist Crusher God 
|Rekka Shirogane 
| 
|- 
|Oreshika 2 
|
|- 
|Senjō no Waltz
|Richard 
| 
|- 
|Yome Colection 
|Sakamichi Onoda 
|
|- 
|The Cinderella Contract
|Prince Cyril Evan Ingrays (Cyril) 
| 
|-
|Yowamushi Peal Re: ROAD 
|rowspan="2"|Sakamichi Onoda 
| 
|
|-
|Yowamushi Pedal: The Movie 
|
|
|-
| rowspan="5" |2015
|Touken Ranbu
|Imanotsurugi, Atsushi Toushirou 
|
|- 
|Tokyo Xanadu 
|Yuuki Shinomiya 
|
|- 
|Yowamushi Pedal High Cadence to Tomorrow
|Sakamichi Onoda 
|
|- 
|Ensemble Stars
|Ritsu Sakuma 
|
|-
|Shisha no Teikoku
|Nikolai Krasotkin 
| 
|- 
| rowspan="2" |2016 
|The Idolm@ster: SideM 
|Kirio Nekoyanagi 
| 
|-
|Tsuki no Paradise
|Sakuraba Ryouta
|
|- 
|2018
|Boku no Hero Academia: Two Heroes 
|Izuku Midoriya
|
|-
|2019
|Boku no Hero Academia: Heroes Rising 
|Izuku Midoriya
|
|-
|2021
|Boku no Hero Academia: World Heroes' Mission 
|Izuku Midoriya
|
|-
! colspan="4" |Doblaje 
|- 
!Año 
!Título 
!Papel 
!Actor original 
|- 
|2014 
|The Maze Runner
| rowspan="2" |Newt 
| rowspan="2" |Thomas Brodie-Sangster 
|- 
|2015 
|Maze Runner: The Scorch Trials 
|- 
|2016 
|Dear Eleanor 
|Billy 
|Joel Courtney
|-
|2018 
|My Hero One's Justice
|Izuku Midoriya
|
|}